# Julia Shaw (Radsportlerin)
Julia Shaw (* 28. Juli 1965 im Metropolitan Borough of Wirral) ist eine britische Radrennfahrerin.
Shaw studierte Physik an der University of Essex und erwarb einen Master. Anschließend arbeitete sie als Forscherin in der Industrie. Während ihrer Schul- und Studienzeit trieb Shaw keinen Sport und gelangte erst später durch einen Arbeitskollegen zunächst zum Triathlon.
Erst in ihren Dreißigern begann sie ernsthaft an Wettkämpfen im Straßenradfahren teilzunehmen und gewann seitdem mehrere nationale britische Meisterschaften und viermal den British Best All-Rounder der Frauen. Ihren größten internationalen Erfolg hatte sie im Alter von 45 Jahren mit dem Gewinn der Bronzemedaille im 29 km Zeitfahren bei den Commonwealth Games 2010 in New Delhi.